# Frank Lebœuf
Pour les articles homonymes, voir Lebœuf.
Frank Lebœuf, né le 22 janvier 1968 à Marseille, est un footballeur international français évoluant au poste de défenseur central entre 1984 et 2005.
Après des débuts parfois compliqués dans le football dans plusieurs clubs de divisions inférieures, mais force de persévérance, il réussit finalement à faire ses débuts professionnels à l'âge de 20 ans sous les couleurs du Stade lavallois. Il rejoint ensuite le RC Strasbourg puis Chelsea avec qui il remporte en 1998 la Coupe d'Europe des vainqueurs de coupe et la Supercoupe de l'UEFA ainsi que deux Coupe d'Angleterre en 1997 et 2000. Il termine sa carrière au Qatar après un retour en France de deux ans à l'Olympique de Marseille.
Sélectionné à cinquante reprises, pour quatre buts, avec l'équipe de France, il porte le brassard de capitaine à trois reprises durant sa carrière. Il est titulaire lors de la victoire des Bleus à la Coupe du monde en 1998 et remporte également le Championnat d'Europe des Nations en 2000 et la Coupe des confédérations en 2001.
Il est, depuis l'arrêt de sa carrière sportive, devenu acteur de théâtre et de cinéma.
Depuis la Coupe du monde 2006, il est régulièrement engagé comme consultant et commentateur dans des médias sportifs. D'abord sur M6, puis NT1 et Eurosport. Depuis 2013, on le retrouve sur les plateaux TV de RMC Sport et les émissions de radio sur la radio homonyme et sur ESPN.

## Biographie

### Enfance et formation
Né à Marseille, Frank Lebœuf grandit à Saint-Cyr-sur-Mer, un village de Provence. Ses parents possèdent une entreprise artisanale de plomberie chauffage. Son père, qui est entraîneur de l'équipe de jeunes du village, lui apprend le football dès sa jeunesse.

### Débuts en Division 3 (1984-1988)
Frank Lebœuf est formé au SC Toulon, où il intègre l'équipe réserve à l'âge de seize ans. Cependant, cette période tourne au cauchemar pour le jeune joueur, qui traverse des moments extrêmement difficiles,. Bien que les dirigeants l'aient poussé à arrêter ses études pour se concentrer au football, on le fait jouer à des postes qui ne sont pas le sien, parfois milieu ou même avant-centre et le club se débarrasse de lui après deux saisons. Il se souvient : « La première saison, il y a peu de choses à dire, mais la deuxième a été une catastrophe. On était en sureffectif de stagiaires. J’ai vécu des moments difficiles jusqu’à mes dix-huit ans. J’en ai pleuré plusieurs fois ».
Après son éviction du SC Toulon et un essai infructueux à l'Olympique de Marseille, Frank Lebœuf rebondit rapidement en signant au Hyères FC en troisième division. Il veut pourtant toujours devenir joueur professionnel et prospecte ayant même envoyé une annonce à France Football en 1985. Bien que son passage y soit de courte durée, il y fait ses preuves en disputant quatorze rencontres et inscrivant trois buts.
Après son court passage à Hyères, Frank Lebœuf rejoint le CS Meaux en janvier 1987 et part vivre à 800 km de chez lui à seulement 18 ans où il arrondit ses fins de mois en démarchant la clientèle pour une société de vêtements. L'entraineur Ange Anziani, l'installe au poste de libéro et il participe au bon parcours du club lors de ses six premiers mois, échouant de peu à accéder à la deuxième division terminant lors de la dernière journée terminant à seulement deux points. Toujours motivé par l'envie de devenir professionnel, il envoie plusieurs cassettes vidéo de ses prestations aux clubs français et italiens. L'AJ Auxerre est intéressé et Guy Roux le contacte, mais c'est le Stade lavallois qui se montre le plus pressant, et lui offre un contrat stagiaire après un essai concluant.

### Professionnel au Stade lavallois (1988-1990)
Il joue son premier match en Division 1 avec Laval en août 1988, sous la houlette de Michel Le Milinaire. Il indiquera plus tard que le coach lavallois lui a « fait gagner du temps, apporté force et confiance ». Arrivé stagiaire, il devient professionnel au bout de vingt matches, comme le stipule les règlements. A la fin de la saison, le club descend en D2, qui rate d'un rien les barrages d'accession la saison suivante.
Il accepte de rester une deuxième saison en D2 mais le Stade lavallois est en proie à des problèmes financiers et doit laisser échapper ses meilleurs joueurs dès la mi-saison. Avec ses neuf buts inscrits en seize matches, Frank Lebœuf est l'objet de toutes les convoitises à l'automne 1990. En octobre il est approché par le Paris Saint-Germain, qui propose trois millions de francs. Le transfert est quasiment conclu mais le club parisien annule la transaction à la dernière minute et décide finalement d'engager Antoine Kombouaré, jugé plus sûr. Le Stade lavallois le laisse partir un mois plus tard pour le RC Strasbourg, contre 3,4 millions de francs.
Au total il aura joué 72 matches et marqué onze buts avec Laval. En 2002, les supporters lavallois l'éliront dans le onze du siècle du club mayennais.

### Confirmation au RC Strasbourg (1990-1996)
Lors de la saison 1990-1991, débutée au Stade lavallois et terminé au RC Strasbourg, il marque dix-neuf buts et termine à la deuxième place du classement des buteurs de deuxième division mais le club manque de peu la montée, échouant lors des barrages contre le RC Lens. La deuxième saison au club est la bonne, et les alsaciens sont promu en Division 1 après les barrages remporté face au Stade rennais.
Lors de la saison 1992-1993, il retrouve donc la Division 1, quatre ans après sa seule saison dans l'élite et réalise sa saison la plus prolifique de sa carrière marquant à douze reprises en championnat et le club termine huitième.
Après une nouvelle saison où le club se maintien, le RC Strasbourg atteint la finale de Coupe de France 1995 mais s'incline un but à zéro contre le Paris Saint-Germain. La saison suivante, voit le club jouer la Coupe Intertoto et Frank Lebœuf joue ses premiers matchs européens à cette occasion. Buteur à deux reprises en poules, il participe au parcours du club qui écrase le FC Tirol en finale six buts à un et décroche son billet pour la Coupe UEFA. Après avoir été de nouveau buteur lors du premier tour, il ne peut rien faire pour empêcher l'élimination du club lors du second tour contre le Milan AC et l'aventure européenne s'arrête.
Il est recruté en 1996 par le club anglais de Chelsea pour près de 3 M€. Au total, il prend part à 223 matchs et marque 57 buts en six saisons dans le club alsacien.

### Chelsea FC (1996-2001)
Titulaire indiscutable dès son arrivée, il ne perd pas son sens du but et marque à quatre reprises lors des sept premières journées de championnat mais c'est grâce à la coupe qu'il écrit une nouvelle ligne à son palmarès soulevant la Coupe d'Angleterre dès sa première saison.
La saison suivante commence moins bien, le club s'inclinant lors du Charity Shield lors de la séance de tirs au but contre Manchester United mais le reste de la saison lui apporte deux nouveaux titres soulevant la Coupe de la ligue mais surtout la Coupe d'Europe des vainqueur de Coupes après une victoire un but à zéro contre le VfB Stuttgart.
Revenu en Angleterre en tant que champion du monde, il remporte un nouveau titre dès son premier match de la saison, soulevant la Supercoupe de l'UEFA contre le Real Madrid. Le club sera tout proche d'une nouvelle finale de Coupe d'Europe des vainqueur de Coupes mais s'incline en demi-finale.
Courtisé par le Real Madrid, il décide de rester à Londres et lors de la saison 1999-2000, il remporte la Coupe d'Angleterre un but à zéro face à Aston Villa puis la Charity Shield quelques mois plus tard contre Manchester United mais la concurrence le laisse parfois sur le banc.
Soucieux de perdre sa place et voulant se rapprocher de son père gravement malade, il revient en France, à l'Olympique de Marseille, cinq ans après son départ et après plus de deux cents matchs à Chelsea.

### Fin à l'Olympique de Marseille puis au Qatar (2001-2005)
Lors de l'été 2001, il s'engage donc pour deux saisons à l'Olympique de Marseille. Venu pour redresser le club après une période difficile où le club a terminé 15e deux années consécutives, il s'impose comme un titulaire indiscutable et devient capitaine du club phocéen. Il passe deux saisons au club et participe au retour du club sur le podium de Ligue 1 en 2003 avant de rejoindre le Qatar.
En 2003, libre de tout contrat, il signe au Al-Sadd Sports Club avec qui il est champion du Qatar. La saison suivante, il joue sous les couleurs d'Al-Wakrah Sports Club avec qui il est finaliste de la Coupe du Qatar mais s'incline aux tirs au but contre le Al-Sadd SC. Après deux saisons au Qatar, il annonce le 7 juin 2005 prendre sa retraite à l'âge de 37 ans.

### En sélection nationale

#### Équipe de France A' (1993-1995)
En janvier 1993, il est appelé pour jouer avec l'équipe de France A'. Il est titulaire en défense centrale aux cotés de William Prunier lors d'une victoire trois buts à un contre le Sénégal. Coaché par Gérard Houllier, sélectionneur de l'équipe de France, il joue à sept reprises avec l'équipe A' entre 1993 et 1995 et marque sur penalty lors d'un match contre l'AS Monaco en septembre 1993.

#### Équipe de France (1995-2002)
Frank Lebœuf est appelé pour la première fois en équipe de France en juillet 1995 et prend part à son premier match le 22 juillet en entrant en jeu lors d'un match amical contre la Norvège. Lors de sa troisième titularisation lors d'un match comptant pour les éliminatoires de l'Euro 1996 contre l'Azerbaïdjan en septembre de la même année, il s'offre un doublé lors de la large victoire dix buts à zéro.
Durant la Coupe du monde 1998, alors qu'il semble parti pour ne disputer que la dernière rencontre de la phase de poules face au Danemark, le libéro londonien fait une autre apparition et pas des moindres. Lors de la demi-finale, il doit entrer en jeu après l'expulsion de Laurent Blanc ensuite suspendu pour la finale, laissant la place à Frank Lebœuf. Jugé comme solution par défaut par des médias, il déclare en 2016 que ce match marque le pire jour de sa vie : « Je me suis senti seul […] Pas un joueur n'est venu me voir pour me dire : on a confiance en toi Frank. Je peux comprendre mais je me suis senti vraiment seul. Vous ne me voyez pas en photo avec lui [Aimé Jacquet] après, parce que je lui en ai voulu de ne pas venir me voir ». Il s'acquitte parfaitement de sa tâche, coupant la route aux rares incursions brésiliennes. Sobre, précis et totalement concentré sur son sujet, il justifie la confiance d'Aimé Jacquet en participant au titre de champion du monde ce 12 juillet 1998 au Stade de France.
Sélectionné pour l'Euro 2000 mais bloqué par la concurrence que forme toujours la charnière centrale Blanc-Desailly, il ne prend part qu'à un seul match lors du troisième match de poules. Il fait partie des 18 joueurs français ayant réussi le doublé Coupe du monde 1998 / Euro 2000.
En 2001, il fait partie de la liste pour la Coupe des confédérations 2001 dans un groupe remanié, Roger Lemerre n'emmenant que la moitié des champions d'Europe 2000. Laissé au repos lors de la première journée, il est capitaine lors du second match contre l'Australie. Le premier match de sa carrière avec le brassard ne se passe pas de la meilleure des manières puisqu'après un second avertissement à la 78e minute de jeu, il est expulsé. Suspendu le match suivant, il est titulaire en demi-finale et finale de la compétition que la France remporte un but à zéro contre le Japon après avoir éliminé le Brésil au tour précédent.
Lebœuf est retenu pour la Coupe du monde 2002 où la France est tenant du titre et favorite. Au World Cup Stadium, Roger Lemerre aligne un 4-2-3-1 avec la même défense que lors du France-Brésil 1998, où Lebœuf évolue donc aux côtés de Barthez, Thuram, Desailly, Lizarazu. À la demi-heure de jeu, lancé côté gauche, Diouf efface Lebœuf et centre en retrait pour Bouba Diop, qui marque le seul but du match en mondovision (1-0). Lors du deuxième match, Lebœuf sort sur blessure dès le quart d'heure de jeu (0-0), remplacé par Candela. Il est forfait pour le dernier match décisif contre le Danemark perdu 2-0. Cette contre-performance pousse Djorkaeff, Lebœuf et Dugarry à mettre officiellement fin à leur carrière internationale.

### Reconversion

#### Consultant
Depuis sa retraite sportive, Lebœuf commente régulièrement les matchs de football à la télévision.
Pour la Coupe du monde 2006 en Allemagne puis l'Euro 2008 en Suisse et Autriche, M6 l'engage pour commenter les matchs aux côtés de Thierry Roland. Pour la Coupe du monde 2010 en Afrique du Sud, c'est TF1 qui l'engage en tant que consultant pour commenter des matchs en Afrique du Sud, aux côtés de Christophe Jammot.
En 2010, il anime sur Eurosport l'émission Tour d'Europe consacrée aux matchs de qualification de l'Euro 2012. Il est entouré de Guillaume Di Grazia et Jean-Luc Arribart. La même année, il fait partie de l'équipe des sportifs dans Koh-Lanta : Le Choc des héros notamment aux côtés de Frédérique Jossinet, Myriam Lamare, Taïg Khris, Gwendal Peizerat, Betty Lise et Djamel Bouras, opposé à sept anciens candidats de l'émission de télé-réalité. Doyen de l'ensemble des candidats, il est le deuxième aventurier éliminé de cette saison.
Fin 2011, il commente la Coupe du monde des clubs sur NT1. Il est aussi consultant pour la chaine Neo Sports en Inde en 2012 pour l'Euro 2012.
Depuis 2013, il est consultant sur RMC. Il intervient notamment dans Luis attaque puis dans Team Duga et le Super Moscato Show. Durant la Coupe du monde 2014, Estelle Denis et Denis Brogniart présentent Le Mag de la coupe du monde aux côtés de Frank Lebœuf.
En août 2014, il devient consultant chaque dimanche dans l'émission Téléfoot aux côtés de Christian Jeanpierre et Frédéric Calenge. En juillet 2016, il quitte TF1 pour rejoindre SFR Sport 1. Il est également consultant pour ESPN.
En novembre 2022, sa qualité de consultant est remise en cause à la suite de propos jugés déplacés sur l'équipe marocaine.

#### Comédien
En 2004, il part à Los Angeles aux États-Unis, souhaitant se lancer dans le cinéma, notamment pour y suivre les cours du Lee Strasberg Institute de Los Angeles, dans un certain anonymat. En 2009-2010, il produit un film, Programmed, tourné en septembre 2010 à Los Angeles.
Il joue dans la pièce de théatre Ma belle-mère, mon ex et moi au côté de son fils.
S'estimant « boudé » par le cinéma français, il déclare en 2014 « ne plus passer de casting » dans ce pays,.
En novembre 2014, il fait partie du casting du film Une merveilleuse histoire du temps aux côtés d'Eddie Redmayne et Felicity Jones,.
Il a aussi joué dans le film Alliés (en).

## Style de jeu
Frank Lebœuf s’épanouit dans le rôle de libéro où il exprime toutes ses qualités : placement, anticipation, relance et remontée de balle. Bon de la tête, précis et décisif dans ses interventions, Lebœuf est à l'aise dans un double rôle de dernier défenseur et premier contre-attaquant. Cette envie de se projeter vers l'avant lui fait sacrifier parfois la rigueur défensive et de l'énergie.

## Statistiques

### Détaillées par saison
| Saison                | Club                   | Championnat           | Championnat | Championnat | Coupe nationale | Coupe nationale | Coupe de la Ligue | Coupe de la Ligue | Supercoupe | Supercoupe | Compétition(s) continentale(s) | Compétition(s) continentale(s) | Compétition(s) continentale(s) | Supercoupe UEFA | Supercoupe UEFA | France | France | Total | Total |
| Saison                | Club                   | Division              | M.          | B.          | M.              | B.              | M.                | B.                | M.         | B.         | Comp.                          | M.                             | B.                             | M.              | B.              | M.     | B.     | M.    | B.    |
| 1984-1985             | SC Toulon rés.         | Division 3            | 3           | 0           | -               | -               | -                 | -                 | -          | -          | -                              | -                              | -                              | -               | -               | -      | -      | 3     | 0     |
| 1985-1986             | SC Toulon rés.         | Division 3            | 9           | 0           | -               | -               | -                 | -                 | -          | -          | -                              | -                              | -                              | -               | -               | -      | -      | 9     | 0     |
| Sous-total            | Sous-total             | Sous-total            | 12          | 0           | -               | -               | -                 | -                 | -          | -          | -                              | -                              | -                              | -               | -               | -      | -      | 12    | 0     |
| 1986-1987             | Hyères FC              | Division 3            | 14          | 3           | -               | -               | -                 | -                 | -          | -          | -                              | -                              | -                              | -               | -               | -      | -      | 14    | 3     |
| 1987-1988             | CS Meaux               | Division 3            | 12          | 3           | -               | -               | -                 | -                 | -          | -          | -                              | -                              | -                              | -               | -               | -      | -      | 12    | 3     |
| 1988-1989             | CS Meaux               | Division 3            | 27          | 0           | -               | -               | -                 | -                 | -          | -          | -                              | -                              | -                              | -               | -               | -      | -      | 27    | 0     |
| Sous-total            | Sous-total             | Sous-total            | 39          | 3           | -               | -               | -                 | -                 | -          | -          | -                              | -                              | -                              | -               | -               | -      | -      | 39    | 3     |
| 1988-1989             | Stade lavallois        | Division 1            | 21          | 0           | 1               | 0               | -                 | -                 | -          | -          | -                              | -                              | -                              | -               | -               | -      | -      | 22    | 0     |
| 1989-1990             | Stade lavallois        | Division 2            | 32          | 2           | 2               | 0               | -                 | -                 | -          | -          | -                              | -                              | -                              | -               | -               | -      | -      | 34    | 2     |
| 1990-1991             | Stade lavallois        | Division 2            | 16          | 9           | -               | -               | -                 | -                 | -          | -          | -                              | -                              | -                              | -               | -               | -      | -      | 16    | 9     |
| Sous-total            | Sous-total             | Sous-total            | 69          | 11          | 3               | 0               | -                 | -                 | -          | -          | -                              | -                              | -                              | -               | -               | -      | -      | 72    | 11    |
| 1990-1991             | RC Strasbourg          | Division 2            | 20          | 10          | 2               | 0               | -                 | -                 | -          | -          | -                              | -                              | -                              | -               | -               | -      | -      | 22    | 10    |
| 1991-1992             | RC Strasbourg          | Division 2            | 36          | 10          | 2               | 0               | -                 | -                 | -          | -          | -                              | -                              | -                              | -               | -               | -      | -      | 38    | 10    |
| 1992-1993             | RC Strasbourg          | Division 1            | 36          | 12          | 1               | 0               | -                 | -                 | -          | -          | -                              | -                              | -                              | -               | -               | -      | -      | 37    | 12    |
| 1993-1994             | RC Strasbourg          | Division 1            | 36          | 6           | 1               | 0               | -                 | -                 | -          | -          | -                              | -                              | -                              | -               | -               | -      | -      | 37    | 6     |
| 1994-1995             | RC Strasbourg          | Division 1            | 34          | 7           | 6               | 2               | 1                 | 0                 | -          | -          | -                              | -                              | -                              | -               | -               | -      | -      | 41    | 9     |
| 1995-1996             | RC Strasbourg          | Division 1            | 35          | 4           | 3               | 1               | -                 | -                 | -          | -          | CI+C3                          | 5+5                            | 2+1                            | -               | -               | 8      | 2      | 56    | 10    |
| Sous-total            | Sous-total             | Sous-total            | 197         | 49          | 15              | 3               | 1                 | 0                 | -          | -          | -                              | 10                             | 3                              | -               | -               | 8      | 2      | 231   | 57    |
| 1996-1997             | Chelsea FC             | Premier League        | 26          | 6           | 7               | 1               | 2                 | 0                 | -          | -          | -                              | -                              | -                              | -               | -               | 2      | 0      | 37    | 7     |
| 1997-1998             | Chelsea FC             | Premier League        | 32          | 5           | 1               | 0               | 4                 | 0                 | 1          | 0          | C2                             | 9                              | 1                              | -               | -               | 6      | 0      | 53    | 6     |
| 1998-1999             | Chelsea FC             | Premier League        | 33          | 4           | 4               | 1               | 2                 | 1                 | -          | -          | C2                             | 6                              | 1                              | 1               | 0               | 6      | 1      | 52    | 8     |
| 1999-2000             | Chelsea FC             | Premier League        | 28          | 2           | 4               | 1               | -                 | -                 | -          | -          | C1                             | 14                             | 1                              | -               | -               | 8      | 0      | 54    | 4     |
| 2000-2001             | Chelsea FC             | Premier League        | 25          | 0           | 2               | 0               | -                 | -                 | 1          | 0          | C3                             | 2                              | 0                              | -               | -               | 10     | 0      | 40    | 0     |
| Sous-total            | Sous-total             | Sous-total            | 144         | 17          | 18              | 3               | 8                 | 1                 | 2          | 0          | -                              | 31                             | 3                              | 1               | 0               | 32     | 1      | 236   | 25    |
| 2001-2002             | Olympique de Marseille | Division 1            | 25          | 3           | 2               | 1               | -                 | -                 | -          | -          | -                              | -                              | -                              | -               | -               | 10     | 1      | 37    | 5     |
| 2002-2003             | Olympique de Marseille | Ligue 1               | 26          | 2           | 2               | 0               | 1                 | 0                 | -          | -          | -                              | -                              | -                              | -               | -               | -      | -      | 29    | 2     |
| Sous-total            | Sous-total             | Sous-total            | 51          | 5           | 4               | 1               | 1                 | 0                 | -          | -          | -                              | -                              | -                              | -               | -               | 10     | 1      | 66    | 7     |
| 2003-2004             | Al-Sadd SC             | Qatar Stars League    | 17          | 6           | -               | -               | -                 | -                 | -          | -          | -                              | -                              | -                              | -               | -               | -      | -      | 17    | 6     |
| 2004-2005             | Al-Wakrah              | Qatar Stars League    | 10          | 2           | -               | -               | -                 | -                 | -          | -          | -                              | -                              | -                              | -               | -               | -      | -      | 10    | 2     |
| Total sur la carrière | Total sur la carrière  | Total sur la carrière | 553         | 96          | 40              | 7               | 10                | 1                 | 2          | 0          | -                              | 41                             | 6                              | 1               | 0               | 50     | 4      | 697   | 114   |

### Buts internationaux
| Buts en sélection de Frank Lebœuf | Buts en sélection de Frank Lebœuf | Buts en sélection de Frank Lebœuf  | Buts en sélection de Frank Lebœuf | Buts en sélection de Frank Lebœuf | Buts en sélection de Frank Lebœuf | Buts en sélection de Frank Lebœuf |
| #                                 | Date                              | Lieu                               | Adversaire                        | Score                             | Résultats                         | Compétitions                      |
| --------------------------------- | --------------------------------- | ---------------------------------- | --------------------------------- | --------------------------------- | --------------------------------- | --------------------------------- |
| 1                                 | 6 septembre 1995                  | Stade de l'Abbé-Deschamps, Auxerre | Azerbaïdjan                       | 5-0                               | 10-0                              | Éliminatoires Euro 1996           |
| 2                                 | 6 septembre 1995                  | Stade de l'Abbé-Deschamps, Auxerre | Azerbaïdjan                       | 8-0                               | 10-0                              | Éliminatoires Euro 1996           |
| 3                                 | 9 juin 1999                       | Stade de Montjuïc, Barcelone       | Andorre                           | 1-0                               | 1-0                               | Éliminatoires Euro 2000           |
| 4                                 | 26 mai 2002                       | Suwon World Cup Stadium, Suwon     | Corée du Sud                      | 3-2                               | 3-2                               | Match amical                      |

## Palmarès

### En club
Frank Lebœuf remporte ses premiers titres sous les couleurs de RC Strasbourg avec qui il remporte la Coupe Intertoto en 1995 après avoir été finaliste malheureux de la Coupe de France en la même année.
Parti à Chelsea, il écrit une nouvelle ligne à son palmarès soulevant la Coupe d'Angleterre dès la première saison. La saison suivante commence moins bien, le club s'inclinant lors du Charity Shield mais le reste de la saison lui apporte deux nouveaux titres soulevant la Coupe d'Europe des vainqueur de Coupes, la Coupe de la ligue ainsi que la Supercoupe de l'UEFA. Il ajoute deux derniers titres à son palmarès en remportant une seconde coupe d'Angleterre en 2000 puis un premier Charity Shield la même année avant de quitter le club.
Il remporte un dernier titre avec Al Sadd Doha, devenant champion du Qatar en 2004, son premier titre de champion.

### En sélection
Frank Lebœuf est champion du monde 1998 puis vainqueur de l'Euro 2000. Présent comme doublure lors de ces compétitions, il entre en demi-finale de la Coupe du monde à la suite de l'expulsion de Laurent Blanc et est titulaire en finale contre le Brésil. Il remporte également la Coupe des confédérations en 2001 et le Tournoi amical Hassan II à deux reprises.
| RC Stasbourg (1)                                                               | Chelsea FC (6) | Al Sadd Doha (1)                           | Al-Wakrah SC                          | Équipe de France (3) |
| ------------------------------------------------------------------------------ | --- | ------------------------------------------ | ------------------------------------- | --- |
| - Coupe Intertoto : - Vainqueur en 1995 - Coupe de France : - Finaliste : 1995 | - Coupe d'Europe des vainqueurs de coupes : - Vainqueur : 1998 - Supercoupe de l'UEFA : - Vainqueur : 1998 - Coupe d'Angleterre : - Vainqueur : 1997 et 2000 - Coupe de la Ligue : - Vainqueur : 1998 - Charity Shield : - Vainqueur : 2000 - Finaliste : 1997 | - Championnat du Qatar : - Champion : 2004 | - Coupe du Qatar : - Finaliste : 2005 | - Coupe du monde : - Vainqueur : 1998 - Championnat d'Europe : - Vainqueur : 2000 - Coupe des confédérations : - Vainqueur : 2001 - Tournoi Hassan II : - Victoire : 1998 et 2000. |

### Distinctions individuelles
Il fait partie des nommés pour les Onze d'or 1998 et 2000.
En 2022, le magazine So Foot le classe dans le top 1000 des meilleurs joueurs du championnat de France, à la 409e place.

## Décorations
- Chevalier de la Légion d'honneur (1er septembre 1998). Décoration remise par le président Jacques Chirac au palais de l'Élysée[41].
- Médaille de la défense nationale, échelon or (10 novembre 2022)[42],[43].

## Carrière de comédien

### Cinéma
- 2002 : Taking Sides, le cas Furtwängler d'István Szabó : un conseiller français
- 2007 : The Price of Dreams d'Erik Laibe : Frank, l'annonceur
- 2008 : The Ball Is Round de Mirwan Suwarso : lui-même
- 2010 : Caravaggio: The Search de Maureen Murphy : Abelard
- 2012 : Programmed de Steven Hadjez
- 2014 : Allies de Dominic Burns : Marcel Deville
- 2014 : Une merveilleuse histoire du temps de James Marsh : un médecin suisse
- 2015 : The Eighth Sin de Steven Hadjez : Sebastian
- 2018 : I Love My Mum d'Alberto Sciamma : le père de Ron
- 2022 : Sur mon chemin de Thierry Obadia

### Séries télévisées et téléfilms
- 2001 : Un gars, une fille, saison 5, épisode 45 : lui-même
- 2003 : Le foot fait son cinéma de Sébastien de Flers et Jean-Marie Nizan : lui-même
- 2013 : 4 jeunes, 1 voiture : Franck
- 2014 : Nos chers voisins, épisode spécial Fêtent le foot : Fifi
- 2016 : Camping Paradis, saison 7, épisode Les Vacances du camping : Mattéo Graziani
- 2017 : Scènes de ménages, épisode Cap sur la Riviera
- 2020 : Commissaire Magellan, saison 10, épisode Du sang sur la glace : Gabriel Lodet

### Théâtre
- 2010 : L'Intrus d'Alain Reynaud-Fourton au théâtre Le Temple.
- 2012 : Ma belle-mère mon ex et moi de Erwin Zirmi et Bruno Druart, mise en scène de Luq Hamett
- 2017 : Ma Belle-mère et moi, 9 mois après de Bruno Druart, mise en scène de Nicolas Vitiello à la Comédie-Caumartin
- 2018-2019 : Boeing Boeing de Marc Camoletti, mise en scène de Philippe Hersen au théâtre Daunou
- 2019-2020 : L'Art'nacœur de Nicolas Vitiello, mise en scène Nicolas Vitiello et Frank Lebœuf, tournée
- 2021-2023 : Drôle de campagne de Nicolas Vitiello, mise en scène Nicolas Vitiello et Frank Lebœuf, tournée
- 2024-2025 : Hernie fiscale d’Alil Vardar, Comédie Saint-Martin
- 2025-2026 : Coup de Bluff au cabaret

### Publicités
- Vendez votre voiture (2024)
- Skechers (2024)

### Émissions de télévision
- 2000, 2024 : Fort Boyard sur France 2 : candidat
- 2000 : Élection de Miss France 2001 sur TF1 : juré
- 2006-2008 : Commentateur sur M6
- 2010 : Commentateur sur TF1
- 2010 : Koh-Lanta : Le Choc des héros sur TF1 : candidat
- 2010 : Tour d'Europe sur Eurosport : animateur
- 2011 : Commentateur sur NT1
- 2013-2014 : Team Duga sur RMC
- 2013-2014 : Super Moscato Show sur RMC
- 2014-2016, 2020-2021 : Téléfoot sur TF1 : consultant
- 2014 : Le Mag de la coupe du monde sur TF1
- 2014 : L'Œuf ou la Poule ? sur D8 : candidat
- 2014 : Qu'est-ce que je sais vraiment ? sur M6
- 2015 : Le Maillon faible sur D8 : candidat
- 2015 : Money Drop sur TF1 : candidat
- 2016 : Franlky sur SFR Sport : animateur
- 2017 : Le Grand Blind test sur TF1 : candidat
- 2017 : Top Gear France sur RMC Découverte
- 2019 : Mask Singer sur TF1 : candidat
- Depuis 2022 : consultant sur ESPN
- 2023 : Le Grand Concours sur TF1 : candidat
- 2023 : The Wheel : Le Cercle des 7 sur TF1 : candidat
- 2023 : Qui peut nous battre ? sur M6 : candidat
- 2024 : 100 % logique sur France 2 : candidat
- 2024 : Une famille en or sur TF1 : candidat
- 2025 : Danse avec les stars (saison 14) sur TF1 : candidat, avec Candice Pascal comme partenaire[44].

## Vie privée
Frank est marié à Chrislaure Nollet et a deux enfants d'un précédent mariage avec Béatrice Bodas, Jade (née le 28 novembre 1990), influenceuse et Hugo (né en 1992), comédien qui a intégré The Lee Strasberg Institute et qui joue notamment dans la pièce de théâtre Ma belle-mère, mon ex et moi au côté de son père. Ces deux enfants participent en 2025 à la saison 4 de l'émission Les Traîtres.
Il vit entre les États-Unis à Los Angeles et la France à Paris. Il est résident français sous fiscalité française [réf. nécessaire]. Il est colistier pour les élections municipales de 2020 à Suresnes sur la liste divers droite de Yohann Corvis.
Il est le cousin de Philippe Lebœuf, meilleur hôtelier du monde en 2018.
Ami de Marc Keller, ancien coéquipier, il se proclame supporter du RC Strasbourg et souhaite publiquement vouloir apporter son aide. Il raconte que ses meilleures années ont été celles passées à Strasbourg, et qu'il est « tombé amoureux de cette région ».